# U-18-Faustball-Weltmeisterschaft der Frauen 2010
Die 3. Faustball-Weltmeisterschaft der weiblichen Jugend-U-18 fand vom 21. bis 24. Juli 2010 in Lloret de Mar (Katalonien/Spanien) zeitgleich mit der WM der männlichen Jugend-U-18 statt. Katalonien war erstmals Ausrichter einer Jugend-Faustball-Weltmeisterschaft.

## Teilnehmer
Insgesamt sieben Nationen von zwei Kontinenten nahmen an den vierten Weltmeisterschaften der männlichen U18 teil.
| Europa - Deutschland - Österreich - Schweiz - Italien - Katalonien | Südamerika - Brasilien - Chile |

## Vorrunde
| 21.07.2010 | Katalonien  | – | Österreich  | 0:2 | (3:11, 2:11)          |
| 22.07.2010 | Katalonien  | – | Deutschland | 0:2 | (2:11, 5:11)          |
| 22.07.2010 | Schweiz     | – | Italien     | 2:0 | (11:7, 11:6)          |
| 22.07.2010 | Brasilien   | – | Chile       | 2:0 | (11:9, 11:2)          |
| 22.07.2010 | Katalonien  | – | Schweiz     | 0:2 | (2:11, 1:11)          |
| 22.07.2010 | Deutschland | – | Chile       | 2:0 | (11:5, 11:5)          |
| 22.07.2010 | Österreich  | – | Italien     | 2:0 | (11:5, 11:6)          |
| 22.07.2010 | Deutschland | – | Schweiz     | 2:1 | (4:11, 11:6, 11:7)    |
| 22.07.2010 | Katalonien  | – | Chile       | 0:2 | (7:11, 4:11)          |
| 22.07.2010 | Brasilien   | – | Italien     | 2:0 | (14:12, 15:14)        |
| 23.07.2010 | Brasilien   | – | Österreich  | 0:2 | (10:12, 8:11)         |
| 23.07.2010 | Schweiz     | – | Chile       | 2:0 | (11:4, 11:9)          |
| 23.07.2010 | Deutschland | – | Österreich  | 1:2 | (12:10, 14:15, 10:12) |
| 23.07.2010 | Katalonien  | – | Italien     | 0:2 | (6:11, 3:11)          |
| 23.07.2010 | Brasilien   | – | Schweiz     | 0:2 | (10:12, 8:11)         |
| 23.07.2010 | Katalonien  | – | Brasilien   | 0:2 | (7:11, 6:11)          |
| 23.07.2010 | Deutschland | – | Italien     | 2:0 | (11:1, 11:6)          |
| 23.07.2010 | Österreich  | – | Chile       | 2:0 | (11:6, 13:11)         |
| 24.07.2010 | Schweiz     | – | Österreich  | 0:2 | (7:11, 6:11)          |
| 24.07.2010 | Deutschland | – | Brasilien   | 2:0 | (11:2, 11:5)          |
| 24.07.2010 | Chile       | – | Italien     | 2:1 | (11:6, 2:11, 11:4)    |

## Zwischenrunde
| 24.07.2010 | Brasilien | – | Chile | 2:1 | (15:14, 9:11, 11:7) |

## Halbfinale
| 24.07.2010 | Deutschland | – | Schweiz | 3:1 | (11:7, 12:10, 9:11, 11:6) |

## Finalspiele
| Spiel um Platz 5 | Spiel um Platz 5 | Spiel um Platz 5 | Spiel um Platz 5 | Spiel um Platz 5 | Spiel um Platz 5         | Spiel um Platz 5 |
| ---------------- | ---------------- | ---------------- | ---------------- | ---------------- | ------------------------ | ---------------- |
| 25.07.2010       | Chile            | –                | Italien          | 2:0              | (11:9, 13:11)            |                  |
| Spiel um Platz 3 |                  |                  |                  |                  |                          |                  |
| 25.07.2010       | Schweiz          | –                | Brasilien        | 3:1              | (11:6, 11:3, 6:11, 11:6) |                  |
| Finale           |                  |                  |                  |                  |                          |                  |
| 25.07.2010       | Österreich       | –                | Deutschland      | 0:3              | (9:11, 12:14, 6:11)      |                  |

## Platzierungen
| Rang | Land        |
| ---- | ----------- |
| 1.   | Deutschland |
| 2.   | Österreich  |
| 3.   | Schweiz     |
| 4.   | Brasilien   |
| 5.   | Chile       |
| 6.   | Italien     |
| 7.   | Katalonien  |